# Giffard-Luchtschip
Het Giffard-Luchtschip was het eerste echte luchtschip.
Henry Giffard ontwikkelde in 1851 een kleine 3 pk eencilinder stoommachine, die een driebladige schroef met een snelheid van 110 omwentelingen per minuut aandreef. Het daaropvolgende jaar bouwde hij een luchtschip, waarin hij deze motor plaatste. Op 24 september 1852 steeg hij op in Parijs en vloog hij tot in Élancourt, 28 kilometer verder. Tijdens deze vlucht kon hij zijn luchtschip enigszins onafhankelijk maken van de wind. Daardoor wordt het luchtschip van Giffard gezien als het eerste luchtschip.